# La Colère des dieux (film, 2003)
Pour les articles homonymes, voir La Colère des dieux.
Pour plus de détails, voir Fiche technique et Distribution.
La Colère des dieux est un film historique franco-burkinabé réalisé par Idrissa Ouedraogo et sorti en 2003.

## Fiche technique
- Titre original : La Colère des dieux[1],[2]
- Réalisation : Idrissa Ouedraogo
- Scénario : Idrissa Ouedraogo, Olivier Lorelle
- Photographie : Abraham Haile Biru
- Montage : Nicolas Barachin
- Musique : Troupe du Larlé Naba
- Sociétés de production : NDK Productions, Les Films de la Plaine
- Pays de production :  Burkina Faso -  France
- Langue originale : Mooré
- Format : couleurs
- Genre : film historique
- Durée : 95 minutes
- Dates de sortie : 
  - France : 16 mai 2003

## Distribution
- Barou Oumar Ouédraogo (ht) : Tanga
- Rasmane Ouédraogo : Halyare
- Ibrahim Barry : Père Sana
- Roukétou Barry : Sana
- Ina Cissé : Awa
- Amade Ganame : Le forgeron
- Nouss Nabil : Rasmane
- Cheick Omar Ouedraogo : Karim
- Hamade Zo Ouedraogo : Père Awa
- Harouna Ouedraogo : Le roi
- Idrissa Ouedraogo : Le devin
- Madinatou Ouedraogo : Sana (jeune)
- Mahamadou Ouedraogo : Lalle (as Mamadou Ouedraogo)
- Noufou Ouédraogo : Salam (as Papa Ouedraogo)
- Sibidou Ouédraogo : Mère Awa
- Martin Sadoux : Le blanc
- Fayçal Traore : Salam (jeune)
- Bill Mamadou Traoré : L'emissaire de l'aigle

## Production
Le tournage a commencé en novembre 2002 dans la province du Yatenga au Burkina Faso.